# Landschaftsschutzgebiet Schafberg
Das Landschaftsschutzgebiet Schafberg mit etwa 7,8 ha Flächengröße liegt nordwestlich von Währentrup im Stadtgebiet von Oerlinghausen. Es wurde 2001 mit dem Landschaftsplan  Nr. 2 Leopoldshöhe/Oerlinghausen-Nord durch den Kreistag des Kreises Lippe als Landschaftsschutzgebiet (LSG) ausgewiesen. Das LSG ist vom Landschaftsschutzgebiet Bielefelder Osning mit Teutoburger Wald und Osningvorbergen sowie Ravensberger Hügelland umgeben.

## Beschreibung
Das LSG umfasst einen Buchenmischwald auf dem Schafberg und östlich anschließende extensive Grünlandflächen. Zum Schutzgebiet Landschaftsschutzgebiet Schafberg führt der Landschaftsplan aus: „Es handelt sich um einen Buchenmischwald auf dem Muschelkalkrücken des Schafberges mit reicher Krautschicht. Das östlich anschließende extensiv genutzte Grünland hat neben seiner Bedeutung als Lebensraum für darangebundene Tier- und Pflanzenarten wichtige Bodenschutzfunktionen in diesem erosionsempfindlichen Hangbereich.“ Den westlichen Bereich des LSG mit dem Buchwald führt das Biotopkataster NRW vom Landesamt für Natur, Umwelt und Verbraucherschutz Nordrhein-Westfalen als schutzwürdigen Biotop Schafberg nördlich des Uphofes (BK-4018-369) und einer Flächengröße von 6,22 ha auf.
Östlich des LSG schließt sich das schutzwürdige Biotop Steinbruch mit Kalktrockenrasen bei Hof Uphof (BK-4018-028) und einer Flächengröße von 1,23 ha an. Das Biotopkataster NRW führt zum Biotop auf: „Initialstadien der Kalkrohbodenbesiedlung und Halbtrockenrasenbiotop unterschiedlicher Entwicklungsstadien. Initialstadien an den weitgehend feinerdereichen Kalkfelsen des Steinbruchs mit artenreicher Krautflora, in suedlicher Exposition. Nach Osten anschliessend Halbtrockenrasenbereich oberhalb der Bodendeponie am Zufahrtsweg, leiter Hang, nach Sueden exponiert, Groesse ca. 200 qm.“ Das Biotopkataster NRW führt als Schutzziel auf: „Schutz und Erhalt eines aufgelassenen Steinbruchs als wertvoller Sekundärlebensraum.“ Das schutzwürdige Biotop Steinbruch mit Kalktrockenrasen bei Hof Uphof gehört zum Landschaftsschutzgebiet Bielefelder Osning mit Teutoburger Wald und Osningvorbergen sowie Ravensberger Hügelland.

## Schutzzwecke für das LSG
Laut Landschaftsplan erfolgte die Ausweisung des LSG
- „zur Erhaltung und Wiederherstellung der Leistungsfähigkeit des Naturhaushaltes mit seinen vielfältigen Funktionen Wasserschutz, Klimaschutz, Bodenschutz, Biotop- und Artenschutz in einem durch Siedlungsbereiche, Streubebauung und Verkehr stark beanspruchten und z.T. beeinträchtigten Raum,“
- „zur Erhaltung der Nutzungsfähigkeit der Naturgüter,“
- „zur Erhaltung und Entwicklung des für den Planungsraum typischen Landschaftsbildes mit seinen prägenden Tälern, naturnahen Waldbeständen, geomorphologischen Ausprägungen und gliedernden und belebenden Elementen,“
- „zur Erhaltung und Sicherung der besonderen Bedeutung des Planungsraumes für die Erholung.“[1]

## Rechtliche Vorschriften
Im Landschaftsschutzgebiet ist unter anderem das Errichten von Bauten und Fischteichen verboten. Grün- und Brachland darf nicht in eine andere Nutzungsart umgewandelt oder umgebrochen werden. Es ist auch verboten Hunde frei laufen zu lassen. ausgenommen ist die ordnungsgemäße Jagd, Hof- und Gartenbereiche und der Einsatz von Hütehunden im Rahmen einer Beweidung.